# Манзарек, Рэй
Рэй Манза́рек, полное имя — Рэймонд Дэниел Манза́рек-младший (англ. Raymond Daniel Manzarek, Jr., польск. фамилия при рождении Ма́нчарек — Manczarek); 12 февраля 1939, Чикаго — 20 мая 2013, Розенхайм) — американский музыкант, певец, продюсер, режиссёр, автор песен, один из основателей и клавишник группы The Doors. Один из основателей и участников (1977—1978) группы Nite City и группы Manzarek-Krieger (с 2001 до конца жизни). Рэй и Джим Моррисон вращались в одной компании, Рэй знал Моррисона как поэта, а сам Манзарек мечтал о собственной группе. По легенде, однажды на пляже он сказал Джиму: «Давай создадим группу и заработаем миллион!»

## Биография
Манзарек вошёл в историю как один из самых блестящих экспериментаторов в рок-музыке. Одним из его изобретений была одновременная игра на электрооргане Vox Continental и на басовом электропианино Fender Rhodes Piano Bass, благодаря чему группа The Doors не задействовала на концертах бас-гитариста (однако для работы в студии басиста всё же приглашали). Кроме того, Рэй Манзарек прославился филигранными соло-партиями. Наиболее известные из них были представлены в песнях «Light My Fire» (1967) и «Riders on the Storm» (1971).
На первых демозаписях группы, которые датируются 1965 годом, Манзарек был также и вокалистом, так как Моррисон в то время не умел петь. После смерти вокалиста The Doors Джима Моррисона в 1971 году, Манзарек стал лидером группы. Под его управлением The Doors записали и выпустили альбомы Other Voices (1971) и Full Circle (1972), однако ни один из них не достиг уровня популярности предыдущих альбомов коллектива.
В 1972 году Рэй Манзарек занялся сольной карьерой: играл с Игги Попом, был продюсером у групп Echo and the Bunnymen и X.
В 1983 году Рэй снялся в эпизодической роли продавца оружия в криминальной комедии «Сделка века» (режиссёр Уильям Фридкин).
Рэй Манзарек написал автобиографическую книгу «Light My Fire», в которой описал годы, проведённые в группе The Doors.
В 2000 году снял художественный фильм «Love Her Madly».
В период The Doors Рэй увлекался медитацией, не употреблял стимуляторов.
В 2002 году вместе с гитаристом Робертом Аланом Кригером создал группу Manzarek-Krieger («Riders on the storm»).
Рэй Манзарек умер в клинике города Розенхайм в Германии от холангиокарциномы (рака желчных протоков) 20 мая 2013 года в кругу семьи в возрасте 74 лет.

## Дискография
The Doors
- см. Дискография The Doors

сольные альбомы
- The Golden Scarab (1973)
- The Whole Thing Started With Rock & Roll Now It’s Out of Control (1974)
- Carmina Burana (1983)
- Love Her Madly (2006)
- Ballads Before The Rain (с Роем Роджерсом) (2008)
- Translucent Blues (With Roy Rogers) (2011)
- Twisted Tales (With Roy Rogers) (2013)

Nite City
- Nite City (1977)
- Golden Days Diamond Night (1978)